# Illescas
Illescas è un comune spagnolo di 25 964 abitanti situato nella comunità autonoma di Castiglia-La Mancia.

## Monumenti e luoghi d'interesse
- Arco de Ugena
- Convento de la Concepción de la Madre de Dios
- Hospital Nuestra Señora de la Caridad: costruito tra i secoli XVI e XVII.
- Santuario di Nostra Signora della Carità

## Amministrazione
Sindaco (2007):	José Manuel Tofiño Pérez -PSOE